# FIRA Trophy 1985-87
El FIRA Trophy de la temporada  1985-87  fue la 13° edición con esta denominación y la 26° temporada del segundo torneo en importancia de rugby en Europa, luego del Torneo de las Seis Naciones.

## FIRA Trophy
| Lugar | Selección       | Partidos | Partidos | Partidos  | Partidos | Puntos  | Puntos    | Puntos | Tabla de puntos |
| Lugar | Selección       | Jugados  | Ganados  | Empatados | Perdidos | A favor | En contra | dif.   | Tabla de puntos |
| ----- | --------------- | -------- | -------- | --------- | -------- | ------- | --------- | ------ | --------------- |
| 1     | Francia         | 10       | 9        | 0         | 1        | 266     | 74        | +192   | 28              |
| 2     | Unión Soviética | 10       | 7        | 0         | 3        | 178     | 98        | +80    | 24              |
| 3     | Rumania         | 10       | 6        | 0         | 4        | 196     | 139       | +57    | 22              |
| 4     | Italia          | 10       | 5        | 0         | 5        | 162     | 122       | +40    | 20              |
| 5     | Túnez           | 10       | 3        | 0         | 7        | 91      | 214       | -123   | 16              |
| 6     | Portugal        | 10       | 0        | 0         | 10       | 111     | 357       | -246   | 10              |

| Bandera de Francia     |
| Campeón Francia        |
| Vigésimo primer título |

## Segunda División

### Grupo A
| Lugar | Selección | Partidos | Partidos | Partidos  | Partidos | Puntos  | Puntos    | Puntos | Tabla de puntos |
| Lugar | Selección | Jugados  | Ganados  | Empatados | Perdidos | A favor | En contra | dif.   | Tabla de puntos |
| ----- | --------- | -------- | -------- | --------- | -------- | ------- | --------- | ------ | --------------- |
| 1     | España    | 6        | 5        | 0         | 1        | 158     | 40        | +118   | 16              |
| 2     | Polonia   | 6        | 3        | 0         | 2        | 95      | 100       | -5     | 12              |
| 3     | Marruecos | 6        | 2        | 0         | 4        | 42      | 76        | -34    | 10              |
| 4     | RFA       | 6        | 2        | 0         | 5        | 37      | 116       | -79    | 8               |

### Grupo B
| Lugar | Selección      | Partidos | Partidos | Partidos  | Partidos | Puntos  | Puntos    | Puntos | Tabla de puntos |
| Lugar | Selección      | Jugados  | Ganados  | Empatados | Perdidos | A favor | En contra | dif.   | Tabla de puntos |
| ----- | -------------- | -------- | -------- | --------- | -------- | ------- | --------- | ------ | --------------- |
| 1     | Países Bajos   | 6        | 5        | 0         | 1        | 83      | 52        | +31    | 16              |
| 2     | Checoslovaquia | 6        | 4        | 0         | 2        | 128     | 51        | +77    | 14              |
| 3     | Bélgica        | 6        | 2        | 0         | 4        | 44      | 62        | -18    | 10              |
| 4     | Suecia         | 6        | 1        | 0         | 5        | 30      | 120       | -90    | 8               |

### Final
| 10 de mayo de 1987 | España | 28 - 10 | Países Bajos |  |  |

| Bandera de España |
| Campeón España    |
| Tercer título     |